# Ayele Abshero
Ayele Abshero , né le 28 décembre 1990 à Yeboba, est un athlète éthiopien, spécialiste des courses de fond.

## Biographie
Il fait ses débuts dans l'épreuve du marathon en janvier 2012 à l'occasion du marathon de Dubai. Il s'y impose en 2 h 04 min 23, signant la quatrième meilleure performance de tous les temps dans cette discipline.

### Palmarès
| Date | Compétition                    | Lieu      | Résultat | Épreuve           | Performance     |
| ---- | ------------------------------ | --------- | -------- | ----------------- | --------------- |
| 2008 | Championnats du monde de cross | Édimbourg | 2e       | Course junior     | (par équipes)   |
| 2009 | Championnats du monde de cross | Amman     | 1er      | Course junior     | (par équipes)   |
| 2009 | Championnats d'Afrique juniors | Bambous   | 4e       | 5 000 m           |                 |
| 2010 | Championnats du monde de cross | Bydgoszcz | 24e      | Individuel senior |                 |
| 2012 | Marathon de Dubai              | Dubaï     | 1er      | Marathon          | 2 h 04 min 23 s |
| 2013 | Marathon de Londres            | Londres   | 3e       | Marathon          | 2 h 06 min 57 s |
| 2014 | Marathon de Londres            | Londres   | 4e       | Marathon          | 2 h 06 min 31 s |

### Records
| Épreuve  | Performance   | Lieu  | Date            |
| -------- | ------------- | ----- | --------------- |
| Marathon | 2 h 04 min 23 | Dubaï | 27 janvier 2012 |